# Цюйцзин
Цюйцзи́н (кит. упр. 曲靖, пиньинь Qǔjìng) — городской округ в китайской провинции Юньнань.

## История
Когда эти земли входили в состав государства Дали, здесь был округ Шичэн (石城郡).
После завоевания Дали монголами и вхождения этих мест в состав империи Юань в 1271 году был создан Чжунский регион (中路), в 1276 году переименованный в Цюйцзинский регион (曲靖路), а Шичэн был преобразован в уезд Наньнин (南宁县). После свержения власти монголов и образования империи Мин «регионы» были переименованы в «управы», и в 1382 году Цюйцзинский регион стал Цюйцзинской управой (曲靖府), власти которой по-прежнему размещались в уезде Наньнин. После Синьхайской революции в Китае была произведена реформа структуры административного деления, в ходе которой были упразднены управы, и в 1913 году Цюйцзинская управа была расформирована, а уезд Наньнин был переименован в Цюйцзин (曲靖县).
После вхождения провинции Юньнань в состав КНР в 1950 году был образован Специальный район Цюйцзин (曲靖专区), состоящий из 7 уездов. В 1954 году был расформирован Специальный район Илян (宜良专区), и 6 ранее входивших в него уездов также перешли в состав Специального района Цюйцзин; уезд Сюаньвэй был при этом переименован в Жунфэн (榕峰县), а уезд Пинъи (平彝县, «усмирённые и») — в Фуюань. В 1956 году уезд Лунань был преобразован в Лунань-Ийский автономный уезд (路南彝族自治县), а уезд Сюньдянь — в Сюньдянь-Хуэйский автономный уезд (寻甸回族自治县). В 1958 году уезд Чжаньи был присоединён к уезду Цюйцзин. В 1959 году уезду Жунфэн было возвращено название Сюаньвэй.
В 1960 году уезд Малун был присоединён к уезду Цюйцзин, уезд Шицзун — к уезду Лопин, уезд Луси — к уезду Милэ, Лунань-Ийский автономный уезд — к уезду Илян, Сюньдянь-Хуэйский автономный уезд был объединён с уездом Сунмин в уезд Сюньдянь. В 1962 году были воссозданы уезды Малун, Шицзун и Сунмин. В 1964 году из городского округа Дунчуань был выделен уезд Хуэйцзэ, который перешёл в состав Специального района Цюйцзин. В 1965 году был воссоздан уезд Чжаньи.
В 1970 году Специальный район Цюйцзин был переименован в Округ Цюйцзин (曲靖地区).
В 1979 году уезд Сюньдянь был преобразован в Сюньдянь-Хуэй-Ийский автономный уезд.
В октябре 1983 года уезды Цюйцзин и Чжаньи были объединены в городской уезд Цюйцзин (曲靖市), а Лунань-Ийский автономный уезд и уезды Илян и Сунмин были переданы под юрисдикцию властей Куньмина.
18 февраля 1994 года уезд Сюаньвэй был преобразован в городской уезд.
Постановлением Госсовета КНР от 6 мая 1997 года были расформированы городской уезд Цюйцзин и округ Цюйцзин, и образован городской округ Цюйцзин; на землях бывшего городского уезда Цюйцзин были при этом образованы район Цилинь и уезд Чжаньи, а городской уезд Сюаньвэй перешёл под прямое подчинение властями провинции Юньнань, которые делегировали управление им городскому округу Цюйцзин.
Постановлением Госсовета КНР от 6 декабря 1998 года Сюньдянь-Хуэй-Ийский автономный уезд передан из состава городского округа Цюйцзин под юрисдикцию властей Куньмина.
В 2016 году уезд Чжаньи был преобразован в район городского подчинения.
В 2018 году уезд Малун был преобразован в район городского подчинения.

## Административно-территориальное деление
Городской округ Цюйцзин делится на 3 района, 1 городской уезд, 5 уездов:
| Карта                                                          | Статус   | Название | Иероглифы    | Пиньинь | Население (2010) | Площадь (км²) |
| -------------------------------------------------------------- | -------- | -------- | ------------ | ------- | ---------------- | ------------- |
| Цилинь Чжаньи Малун Лулян Шицзун Лопин Фуюань Хуэйцзэ Сюаньвэй |          |          |              |         |                  |               |
| Район                                                          | Цилинь   | 麒麟区   | Qílín qū     |         |                  |               |
| Район                                                          | Чжаньи   | 沾益区   | Zhānyì qū    |         |                  |               |
| Район                                                          | Малун    | 马龙区   | Mǎlóng qū    |         |                  |               |
| Городской уезд                                                 | Сюаньвэй | 宣威市   | Xuānwēi shì  |         |                  |               |
| Уезд                                                           | Лулян    | 陆良县   | Lùliáng xiàn |         |                  |               |
| Уезд                                                           | Шицзун   | 师宗县   | Shīzōng xiàn |         |                  |               |
| Уезд                                                           | Лопин    | 罗平县   | Luópíng xiàn |         |                  |               |
| Уезд                                                           | Фуюань   | 富源县   | Fùyuán xiàn  |         |                  |               |
| Уезд                                                           | Хуэйцзэ  | 会泽县   | Huìzé xiàn   |         |                  |               |